# Hans Lindberg (konstnär)
För andra betydelser, se Hans Lindberg.
Hans Lindberg, född 1928 i Brandstorps församling, Skaraborgs län, död 6 januari 2021, var en svensk målare, grafiker och författare.
Lindberg var som konstnär autodidakt och gjorde sig ett namn som Komålaren eftersom han ofta fyllde sina dukar med vita fjällkor med vingar som en symbol för miljövården, fruktbarheten och freden. Hans konst gick i en naivistiskt-expressionistisk stil. Förutom sina ko-tavlor målade han även stilleben och Stockholmsmotiv. Vid sidan av sitt eget skapande arbetade han som konstnärlig konsult för Socialstyrelsen, Stockholms läns landsting samt för Social- och fritidsförvaltningen i Stockholm.